# Kirsty Gilmour
Kirsty Gilmour (* 21. September 1993 in Bellshill) ist eine schottische Badmintonspielerin. 

## Karriere
Kirsty Gilmour wurde bei den Commonwealth Youth Games 2011 Dritte im Dameneinzel. Bei den schottischen Meisterschaften gewann sie 2009, 2010 und 2011 Bronze. 2012 wurde sie erstmals nationale Meisterin in ihrer Heimat. Bei den Welsh International 2011 belegte sie Rang drei, bei den Badminton-Europameisterschaften 2012 jeweils Rang neun im Doppel und im Einzel. 2012 konnte sie die Polish Open und die Swiss Open gewinnen. 2014 gewann sie das Dameneinzel bei den Spanish International. 2015 folgte ein Sieg bei den Swedish Masters. 2017 gewann sie die Scottish Open.